# Nowa Wieś Niemczańska
Nowa Wieś Niemczańska (niem. Neudorf bei Dirsdorf) – wieś w Polsce położona w województwie dolnośląskim, w powiecie dzierżoniowskim, w gminie Niemcza.

## Podział administracyjny
W latach 1975–1998 miejscowość administracyjnie należała do województwa wałbrzyskiego.

## Nazwa
W księdze łacińskiej Liber fundationis episcopatus Vratislaviensis (pol. Księga uposażeń biskupstwa wrocławskiego) spisanej za czasów biskupa Henryka z Wierzbna w latach 1295–1305 miejscowość wymieniona jest w zlatynizowanej formie Nova villa Sobeslai czyli Nowa Wieś Sobiesława.

## Urodzeni w miejscowości
W 1850 urodził się tu Fritz von Oheimb, przyrodnik, założyciel arboretum w pobliskich Wojsławicach.